# ショックレー半導体研究所
ショックレー半導体研究所（ショックレーはんどうたいけんきゅうじょ、英: Shockley Semiconductor Laboratory）は、かつて存在したアメリカの半導体開発、製造会社。

## 概要
"研究所"と名乗ってはいるものの、実質的には半導体開発、製造会社だった。
ウィリアム・ショックレーはカリフォルニア工科大学で学士号を取得してマサチューセッツ工科大学で博士号を取得した。1940年代はベル研究所で半導体増幅素子の開発に没頭して1947年に開発チームのメンバーである理論物理学者のジョン・バーディーンと実験物理学者のウォルター・ブラッテンがトランジスタを開発したものの、彼自身は発明者にはならなかった。その後、彼は電界効果トランジスタを開発した。その後、彼は研究所内での待遇に不満を持ち、1953年に辞職して西海岸に戻り、カリフォルニア工科大学で客員教授としてしばらく大学で教鞭をとった後、カリフォルニア工科大学出身で、1934年にpHメーターを開発したアーノルド・ベックマンが、自分の会社の部門としてショックレーの研究所を創設することを申し出てきた。ショックレーは半導体の材料としてはゲルマニウムよりも珪素(シリコン)の方が優れていると確信しており、機会を伺っていた。当時、既にテキサスインスツルメンツではシリコントランジスタの生産に着手していた。ベックマンは1955年にBeckman Instrumentsの子会社としてマウンテンビューに新たに創設した研究所をショックレー半導体研究所と名付け、ショックレーを所長に任命した。
ベックマンは創設に当たって自らの会社があるロサンゼルス近郊への設置を勧めるが、ショックレーはパロアルトの近くにスタンフォード大学があり、優秀な人材を募集する上でも大学と密接な協力関係をつくることが重要だ主張してベックマンを納得させた。しかし、彼がこの場所にこだわった真の理由は、パロアルトが幼少時を過ごした郷里のマウンテンビューの近くにあり、年老いた母親の実家に近いという事情であった。ショックレーの名声とベックマンの資金力を背景に、ベル研究所のかつての同僚を引き抜こうとしたが、当時は東海岸が半導体関連の先端の地域であったうえ、同僚はショックレーのマネジメントスタイル（後述）を知っていたこともあり、誰も乗って来なかった。参加には至らなかったものの、世界の趨勢を把握し、技術情報を交換するためにショックレーは彼らとの交流を継続した。ベル研究所の仲間を獲得できなかったことからショックレーは全国を回り、優秀な人材を多数確保する。ショックレー自身は既にトランジスタ開発の第一人者として名声が行き渡っており、彼のマネジメントスタイルを知らない外部からの人材募集は容易で、25人が集まった。
ショックレー流の経営とは、端的に言えば「支配と偏執性の増大」である。有名なエピソードとして、秘書が親指を切ってしまった際の対応がある。ショックレーはそれが誰かの悪意によるものと思い込み、犯人を捜すために嘘発見器を使おうとした。実際にはオフィスのドアに壊れた画鋲の針だけが残っていたことが原因であることが判明し、研究スタッフとショックレーの仲は険悪になっていった。その間、新たな技術的にも難しい4層ダイオード（「ショックレーダイオード」と名付けていた）を作れという彼の指示があったが、プロジェクトの進捗は非常にゆっくりとしていた。彼のマネジメントスタイルが原因で徐々に開発メンバーとの間に軋轢が生じていた。
1957年9月、突然、ショックレーがシリコントランジスタの開発を打ち切り、4層ダイオードの開発に転換すると決めると、この方針に納得できないジャン・ヘルニ、ジュリウス・ブランク、ヴィクター・グリニッチ、ユージーン・クライナー、ゴードン・ムーア、シェルドン・ロバーツ、ジェイ・ラスト、ロバート・ノイスの8人の研究スタッフ（自ら "the Traitorous Eight" すなわち「8人の反逆者」を名乗っていた）が研究所を辞めた。8人のうちの一部の者がフェアチャイルド・カメラ・アンド・インスツルメンツの経営者シャーマン・フェアチャイルドに会って状況を説明すると、同社の半導体部門としてフェアチャイルドセミコンダクターを創業することになった。後にインテルを創業したロバート・ノイスとゴードン・ムーアもその8人に含まれている。アドバンスト・マイクロ・デバイセズもフェアチャイルドセミコンダクター出身のジェリー・サンダースが創業している。ショックレー研究所やこれらの企業が核となってシリコンバレーが形成されることになった。
1958年までベックマンは100万ドル以上を注ぎ込むが、その時点でショックレーのアイデアである4層ダイオードを日産数百個生産できるだけであり、せっかく作った4層ダイオードも性能にばらつきがあり、購入してくれる会社はわずかだった。
ショックレーが新たな半導体素子開発に取り組んでいたころ、フェアチャイルドとテキサス・インスツルメンツがそれぞれ独自に世界初の集積回路を開発した。ショックレーは何とか素子を完成させ、製造を開始したが、商業的には失敗に終わった。
1961年、ショックレーはハンス・クワイサーと共同で太陽電池の理論的な発電効率の限界を示す法則を発見し、ショックレー・クワイサー限界と呼ばれるようになった。
ショックレー半導体研究所は1960年に売却され、さらに1968年にITTに売却され、間もなく清算された。

### 現在
ショックレー半導体研究所は、2015年3月からの工事により取り壊され、その跡地には大型洋服店の建設が計画されている（2015年5月現在）。
事業としては失敗だったものの、ショックレー半導体研究所ができる前までは西海岸に先端技術を扱う企業はヒューレット・パッカードやアンペックス等、数社があったものの、限られており、ましてやその後大きく発展する半導体産業は事実上皆無に等しかった。マウンテンビューにショックレー半導体研究所ができたことは、その周辺地域一帯がシリコンバレーとして半導体産業を発展させる契機となった。